# Dobranovský potok
Dobranovský potok (německy Doberner Bach) je malý vodní tok spadající do povodí Ploučnice na severu Čech. Celý jeho tok se nachází na území okresu Česká Lípa. Pramení u Cvikova a po 17,2 km končí jako pravostranný přítok Ploučnice u Dobranova.

## Popis toku
Pramení ve výšce 375 m n. m. západně od městečka Cvikova na území náležejícím pod CHKO Lužické hory, v Údolí samoty pod kopcem Hrouda. Odtud teče na jih k obci Radvanec, po jejím průtoku napájí Radvanecký rybník, který je známější jako Koupaliště Sloup. Za tímto rybníkem protéká obcí Sloup v Čechách poblíž tamního skalního hradu i Cikánského dolu a pokračuje dál na jih. U obce Pihel je zdrojem pro starý Pivovarský rybník. Odtud pokračuje stále na jih k vesnici Bukovany, patřící k Novému Boru. Za Bukovanami nabírá vodu z několika rybníčků (Luční, Výroční a Ptáčník), teče stále na jih do vesnice Dobranov. Pak podtéká silnici č. 262 z Mimoně do České Lípy a most s cyklostezkou Vlčí Důl.  Krátce poté se vlévá do Ploučnice v nadmořské výšce 251 m n. m. Zde je průměrný průtok 0,41 m³/sec.
Plocha celého povodí je udána 52,9 km2.

## Rybářský revír
Celý tok vyjma rybníků je rozdělen na řadu rybářských revírů, které jsou v péči několika MO ČRS, vesměs patřících pod Severočeský územní svaz. Větší část toku je označena jako pstruhová voda, zhruba na polovině délky toku je lov ryb zakázán. Rybníky napájené potokem mají režim a mnohdy vlastníky jiné.

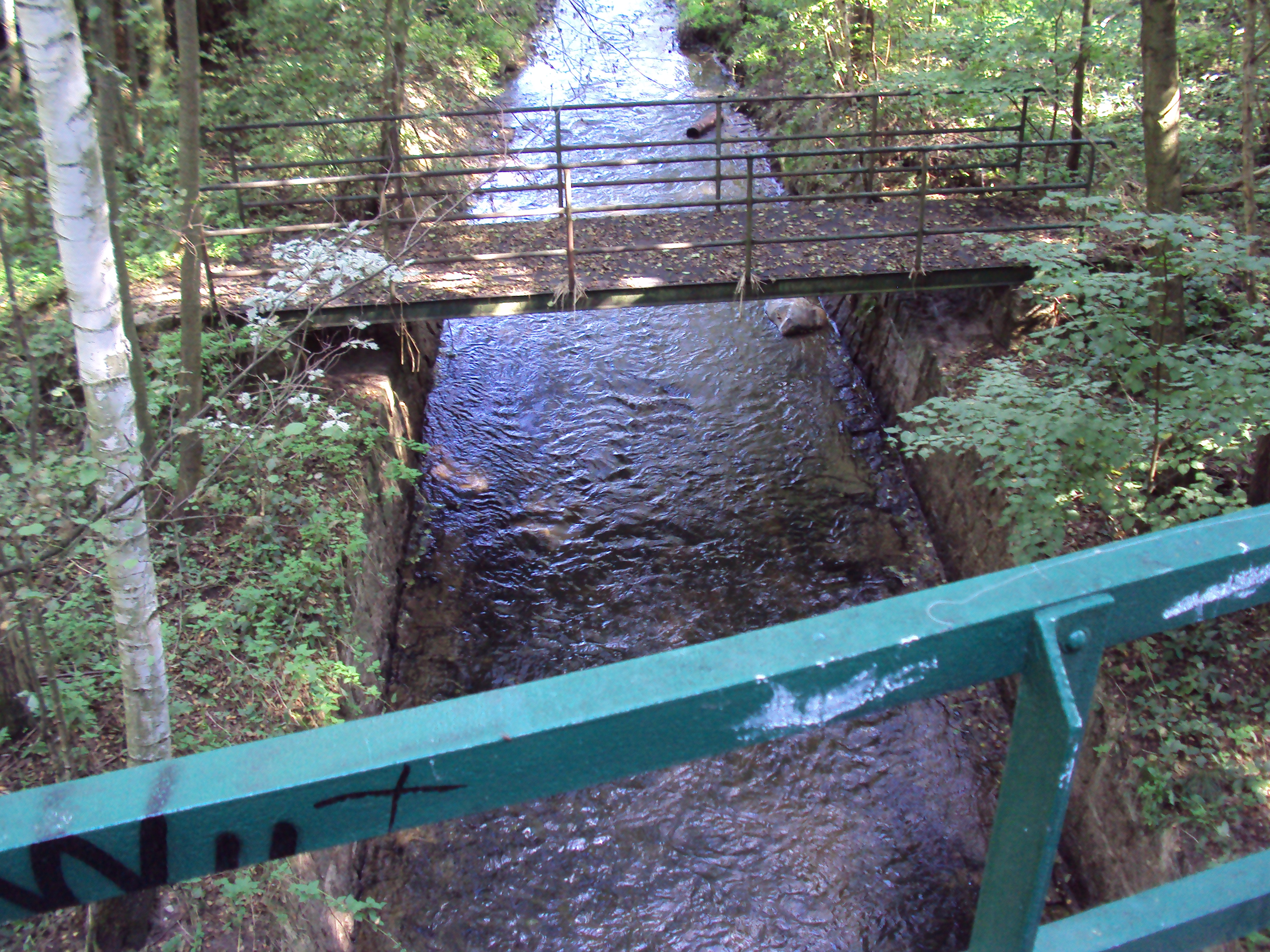
Potok pod cyklostezkou krátce před vlitím do Ploučnice